# プチーロフ・ガーフォード装甲車
プチーロフ・ガーフォード装甲車（Putilov-Garford armoured car） は、第一次世界大戦時に、ロシア帝国で生産された、装甲車である。その大重量と重武装から、「重装甲車」と呼称されることもある。

## 概要
アメリカ合衆国から輸入されたアメリカン・ガーフォード・モーター・トラック社（American Garford Motor Truck Co.）の大型トラックのシャーシの上に、装甲ボディを架装して製造された。 
ユーザーからは頑丈で信頼性の高いマシンと見なされていたが、プチーロフ・ガーフォード装甲車は深刻なパワー不足であった。総重量は最大11トンで、エンジンはわずか30 hpで、最高速度は約18-19 km/hであった。また、このデザインはトップヘビーであったため、オフロード性能はあったとしても非常に限られていた。
兵装は、車両後部の旋回角度が270度の砲塔に76.2 mm砲1門と、7.62 mm機関銃2挺または3挺で構成されていた。これらの機関銃のうち2挺は砲郭のような砲架に載せられており、短距離では正面を完全にカバーすることができなかった。
1915年から1916年までの生産中に、プチーロフ工場はこれらの装甲車を48輌生産し、第一次世界大戦とロシア内戦で使用された。ガーフォードは、その級と時代としては、強力な武器と適切な装甲を持っており、その平凡な機動性にもかかわらず、ガーフォードは戦闘で非常に効果的であり、信頼性と構造で際立っており、比較的長い耐用年数をもたらした。

## 開発
第一次世界大戦の勃発により、ロシアは国産装甲車の開発をより急務にするようになり、1914年9月19日までに、ロシア帝国軍の最初の装甲車を装備した部隊、すなわち、完全に国産の機関銃を装備した装甲車「ルッソ・バルトC型」を使用した「第1自動機動機関銃中隊」が前線に送られた。装甲車に火力支援を提供するために、中隊は車体に大砲を搭載した外国製のトラックを3輌所有しており、そのうちの1輌である「マネスマン・ムラーグ（Mannesmann-MULAG）」も装甲車であった。軍事利用は、戦闘における装甲車両に対する高い需要と有効性をすぐに示したが、同時に「マネスマン・ムラーグ」はまだ十分に開発されていないことが明らかになった。それは、基本的な装甲で保護された砲兵砲を後部に搭載した単なるトラックであった。その結果、ロシア帝国陸軍の主要軍事技術局は、2輌の機関銃武装車両と「マネスマン・ムラーグ」よりも技術的に進歩した、大砲を装備した装甲車両を含む、新しい自動機動機関銃小隊を編成することを決定した。

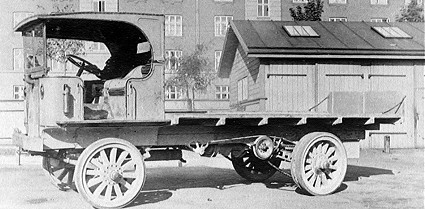
5トン ガーフォードトラックは、プチーロフ・ガーフォード装甲車のベースとして機能した。

その後まもなく、1914年の春に、プチーロフ工場で、大砲と機関銃を装備し、完全に包括的な装甲を備えた重装甲車の設計作業が開始された。装甲車の作成のための全プロセスの創始者であり、イデオロギー的な鼓舞者は、この時点で将校ライフル学校の校長の地位を占めていた、N.M.フィラトフ少将であった。彼の概念によれば、そのような機械は機関銃装甲車両のユニットを質的に強化するべきである。フィラトフは、将来の装甲車両のためのプロジェクトを個人的に開発した。 彼の最初のデザインの1つは、最も成功したことが証明された。
装甲車両のベースとして選ばれたのは、このような車両の建設を専門とする会社である、アメリカン・ガーフォード・モーター・トラック社のデュアルアクスル、後輪駆動（4 x 2）の5トントラックであった。文献には4トンの積載量を持つトラックの使用に言及する参考文献があるが、ガーフォードモータートラック会社は5トン、3トン、2トンのトラックしか製造しておらず、さらにこれらのうち5トンだけがチェーンドライブを持っていたため、これはありそうにない。
トラックの最高速度は35 km/hで、シャーシの合計重量（キャビンとロードベッドを除く）は3,931 kgであった。ガーフォードのトラックは、その高い積載量により、より厚い装甲とより大きな銃の使用を可能にしたため、フィラトフや他の軍事指導者の注目を集めたが、これらのトラックがすでに「手元にあった」ためでもあった。12月33日半ばまでに、セクレテヴァ将軍の委託によって購入されたガーフォードは、すでにペトログラードに到着し、軍用自動車学校のガレージで準備が整い、待機していた。
フィラトフは1910年に設計された76.2 mm "anti-assault" 砲を選んだが、これはフランスの「M1909 76.2 mm 山砲」を改造したものである。これは強力な武器であり、その使用にはガーフォードトラックのシャーシに大幅な変更が必要であり、他の一連の技術的な問題を引き起こした。この武器の選択は、1914年11月8日に将校ライフル学校で行われた比較試験の結果として行われた。76.2 mm砲だけでなく、37 mm自動マキシム砲、47 mm「速射」オチキス砲、57 mm マキシム・ノルデンフェルト砲もテストされた。要するに、マキシム砲はマキシム機関銃の大型版であり、榴弾を搭載せず、発射速度が高かったため大量の弾薬を消費し、47 mm砲の炸薬莢は効果がないことが判明し、57 mm砲は47 mm砲よりも優れておらず、ガーフォードのシャーシには反動が大きすぎた。76.2 mm砲は、3インチ野砲の発射体に類似した強力なTNT発射体を使用しており、使用中のあらゆる装甲を貫通することができたが、反動が比較的低く、コンパクトな寸法であったため、装甲車両への適合が容易であった。76.2 mm砲は、3インチ野砲と同じ砲弾を使用する利点もあり、補給が容易になった。
設計作業は1915年末まで続き、プチーロフ工場は30輌の装甲車の製造を受注した。装甲車の製造は3月に始まり、4月16日までに最初のプチーロフ・ガーフォード装甲車が装甲中隊に送られた。2週間半後の1915年3月3日、乗員の編成と訓練の後、新しい装甲車は南西部戦線に送られ、第5自動車機動小隊の構成となった。

## 生産
ガーフォードの量産は1915年3月末にプチーロフ工場で開始された。主要な軍事供給局からの命令は、30輌の装甲車の製造を指定した。1915年8月20日までに、すでに19輌の装甲車が納入され、さらに11輌が様々な製造状態にあった。最後の車両は9月28日に完成した。1915年9月2日、プチーロフ工場は海軍向けの装甲車18輌の製造を命じられた。これらは、レベル市（後のタリン）にあるピョートル大帝の海軍要塞の警備に使用される予定であったが、この「海軍型ガーフォード」は「陸軍型ガーフォード」（下記参照）と多くの違いがあった。アメリカから購入した追加のシャーシは、1916年2月13日にペトログラードに到着しただけで、生産が大幅に遅れた。その結果、生産は3月に開始され、最後の車両は1916年12月初旬に納入された。

## 設計

### 車体と砲塔

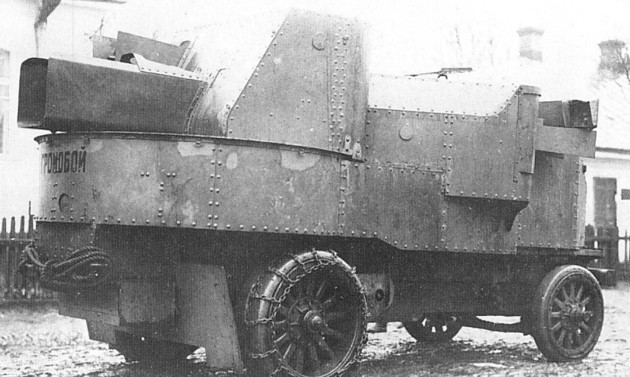
1916年に修理された後に撮影された「グロモボイ（Gromoboi）」という名前の陸軍のプチーロフ・ガーフォード装甲車の派生型。機関銃を保護するために追加の装甲が追加された。オフロード能力を向上させるための、後輪のチェーンに注目せよ。

装甲車両の車体はN.M.フィラトフによって設計され、珍しい構造であった。車体の構造には、イゾラ工場で製造された6.5 mm厚の鋼鉄装甲シートが使用された。すべての装甲シートは、7.62 mmロシアのモシンライフルM1891と7.92 mmドイツのモーゼルM1898からの試験射撃を受けた。
工場は、150歩からの徹甲弾からの防御を保証し、75歩での通常の弾丸からの保護を保証した。その後の戦闘では、この装甲が近距離からの砲撃にも耐える能力があることが示された。装甲シートは、シャーシに固定された金属フレーム自体にリベットで留められていた。装甲シートの大部分は垂直であったが、ボディワークのいくつかの要素にはわずかに傾斜があった。装甲車両の機能的および技術的部分は3つのセクションに分割された。コントロールコンパートメントはフロントセクションにあった。エンジンは装甲ボンネットで覆われており、機首部分にはラジエーターにアクセスするためのスイング装甲ドアがあった。運転手と車長の座席は、エンジンと燃料タンクの上の左右にそれぞれ配置されていた。これは非常に危険であったが、車両の全長を短くすることができた。観察のために、運転手と指揮官は前部装甲板に長方形の観測ハッチを持っていたが、これは調整可能なスリット付きの折りたたみ式装甲フラップで覆われていた。車体の左右にある装甲ドアには丸い観察ハッチがあった。最後に、制御室の屋根にもう1つのハッチがあり、道路を走行しているときや戦闘中でないときに使用された。

### 車体構成
車体の中央部には機関銃の戦闘室があった。左右には小さなスポンソンが置かれており、それぞれに機関銃が付いていた。スポンソンは機関銃に110度の射界を与えた。それらの間のスペースは、32発の砲弾と重要な道具のための箱で占められていた。 
車体後部には円筒形の砲塔があり、76.2 mm砲が配置された場所には大きな角度のついた前方板が設けられていた。この武器は260度旋回することができた。砲塔は、砲塔の下部によって車両の前方機関銃部分に接続されていた。砲塔の上部は、3つのローラーの助けを借りて、トラック上のこのセクションの上部を移動した。収納位置では、砲塔は後輪の近くにある2本のピンによって車両の軸に沿って固定されていた。砲塔へのアクセスは、上部の2枚のハッチを介して行われた。
機関銃室と連絡する内部ハッチもあり、それを介して弾薬を通過させることができた。砲塔の前面プレートには主兵装の他に、3挺目の機関銃があった。車体の壁には、観察や個人用武器の射撃のための装甲カバーが付いた小さな銃眼があった。機関銃の銃眼と大砲の照準窓も装甲ハッチで覆うことができた。戦闘室は、二次的な破片による乗組員の負傷を避けるために、フェルトとキャンバスで裏打ちされていた。機関銃のコンパートメントは、キャンバスカーテンでドライバーから遮蔽でき、必要に応じて吊り下げられた装甲シートで遮蔽することもできる。

### 武装
プチーロフ・ガーフォード装甲車の主な武装は「M1910 76.2 mm "anti-assault" 砲」であった。これは「M1909 76.2 mm 山砲」の改良型で、新しい主砲は砲身と砲尾を継承している。大砲は新しいキャリッジに取り付けられ、前任者よりも軽量であったが、同じように分解することはできなかった。この兵器の大量生産は、1911年にプチーロフ工場で開始され、1915年半ばまで続いた。この期間に合計407門の砲が2つのバッチで生産された。当初、これらのタイプの砲は、防御と出撃中の自軍への火力支援の両方を目的としたさまざまな要塞で使用された。ガーフォードへの設置に適していると考えられていたが、まず、当時としては優れた弾道特性を提供し、反動が低かったためである。
この武器に使用された砲弾は通常、1909年型山砲のものであったが、装薬は小さかった。6.5 kgの高榴散弾の最大砲口速度は約381 m/sで、効果的な射撃を行うのに十分であった。キャニスターショットも初速274 m/sで、この兵器にはキャニスターショットも利用可能であり、大砲は溶接された鉄板で作られた台座の車両後部に取り付けられていた。銅の「ヘッド」は台座の上部にリベットで留められ、台座を通過するピボットのベアリングとして機能すると同時に、砲塔の回転部分の底部のサポートとして機能した。ピボットは、しっかりとリベットで留められた砲塔の回転軸であった。下部では、ピボットは台座を支える円形セクションにリベットで留められたブロンズベアリングによって支えられていた。
台座は12本のボルトで車両のプラットフォームに固定された。下部の銃の取り付けは青銅で鋳造され、ボックスセクションの延長トランクには、上部銃の取り付け用の青銅製のアークガイドと回転機構が取り付けられていた。取り付けの上部壁には、アークガイドの少し上に、吊り上げ機構のネジが通る開口部があった。マウントの前面壁には平らな長方形のフランジがあり、それに装甲カウルが固定されていた（これにより、収納位置で銃の砲身が保護された）。大砲からの射撃は、単純な光学照準器の助けを借りて静止した状態で直接照準することによって行われた（主砲には間接射撃を行うための照準配置は装備されていなかった）。
有効射程は約3,000 mで、主砲用に44発の砲弾を搭載し、そのうち12発は砲塔に収納され、さらに32発が機銃室の箱に保管された。補助兵装は、ガーフォードは水冷式砲身を備えた「M1910 7.62 mm マキシム機関銃」を3挺搭載していた。2つの機関銃がサイドスポンソンに取り付けられ、3つ目が砲塔の前面プレートに取り付けられた。機関銃の弾薬は250発のベルトで供給され、20のベルト（計5,000発）が積載された。

### エンジンとトランスミッション
装甲車の動力源は4気筒の空冷ガソリンエンジンで、出力は30馬力であった。ギアボックスには、前進4速と後進1速があった。前進すると、車両は18 km/hの速度に達することができたが、逆方向では最高速度は3 km/hであった。このため、大砲を車両の後部に配置することが望ましいと考えられていた。そのため、両方向に十分な速度を確保することが不可欠であった。この目的のために、トランスミッションに特別なカップリングが取り付けられ、運転席のレバーから操作された。このカップリングの助けを借りて、必要に応じて、ギアボックスの完全な逆転が起こり、4つの前進ギアすべてが後進になり、後進ギアが前進になる。後方に運転しながら見るために、運転手はキャビンの右側に取り付けられた潜望鏡に似た装置を使用した（戦闘では効果がないことが証明された）。
エンジンの始動は、始動ハンドルを使用して外部から行うことも、電動スターターを使用して内部から行うこともできる。燃料容量は6プード（約98 kgまたは132.4リットルに相当）であった。この車両には水用のタンクも備わっており、これは追加の燃料タンクとしても使用されることがあった。

### シャーシ
車両のシャーシには、従属するリーフスプリングサスペンションを備えた2つの車軸があった。後部スプリングの取り付けポイントは、追加の装甲によって保護された。車両は4×2の配置で、ドライブは後輪で行われていた。動力はローラーチェーンによって後輪に伝達され、ローラーチェーンは装甲ケーシングで保護されていた。
車輪は木製のスポークと鋳造ゴムタイヤを備えた砲兵タイプであった。車両は、フロントに両側にシングルホイール、リアにデュアルホイールを備えていた。ホイールにチェーンを追加して、オフロード能力を向上させることができる（上の写真を参照）。

### 追加装備
車両内部の照明は、バッテリーから電力を供給される電灯によって提供された。船内の電気システムが故障した場合には、通常の灯油ランプを代わりに使用することができた。外部照明は、車両の前面に設置された一対のライトによって提供され、必要に応じて装甲カバーで保護することができた。一部のガーフォードには、追加のライトと、砲塔の前の取り付けにスポットライトが装備されていた。可聴信号を出すためのホーンが設けられた。

### 乗員
プチーロフ・ガーフォード装甲車の乗員は8〜9名で構成されていたが、乗員の機能は様々であった。車長と操縦手の職務のみが厳密に定められていた。両側面に取り付けられた機関銃は、それぞれ2名（砲手と助手）が担当したが、原則として、各機関銃は1人で操作できた。
砲兵は2〜3名（照準器、装填手、および乗員の9人目がいる場合は弾薬運搬員）で構成され、必要に応じて砲手の1人が砲塔に取り付けられた機関銃を発射することができた。戦闘では両側面機関銃と主砲の同時操作はほとんど発生しなかった。
したがって、自由な機関銃助手は銃の乗員に切り替えることができ、弾薬運搬員の必要性はなくなり、ほとんどの場合、乗員は8名で構成されていた。恒久的な副操縦手（下記参照）を必要とする後部ドライバーの位置が確立された後、機関銃手の機能はわずかに変更され、機関銃部門の責任者の地位が登場し、2番目の砲手は機関銃に残され、必要に応じて3番目の砲手が砲手を支援し、戦闘中に彼らに砲弾を渡すことになった。

### 変更
戦闘でガーフォードが初めて使用された直後、戦闘中に後退して成功裏に移動することは事実上不可能であることが明らかになった。ドライバーがこのような重くて扱いにくい車両を、内蔵のバックミラーだけで運転することは困難であった。合理的な選択は、ガーフォードに後部操縦席を装備することであった。1915年半ばまでに、野外修理工場はすでにいくつかの近代化を独自のイニシアチブで実施していた。原始的な野戦条件下で、彼らは装甲車の内4輌に後部操縦席を装備していた。同じ頃、プチーロフ工場では、装甲車両委員会から、工場で製造中の物と既に軍務に就いている物の両方を含む、全てのガーフォードに、後部操縦席を装備するよう、命令を受けた。最初の後部操縦席は1916年1月末までに準備が整い、その後装甲車の1輌でテストされた。
後部操縦席は、取り外し可能なステアリングホイールに横向きのシートで構成されていた。装甲の狭いスリットから覗くリアドライバーへの、あるいは、リアドライバーからフロントドライバーへの、速度の変更、クラッチの操作、ブレーキング、加速、などの、命令の伝達のために、伝声管が装備された。1916年の間に、この作業は徐々に完了した。

## 海軍型ガーフォード

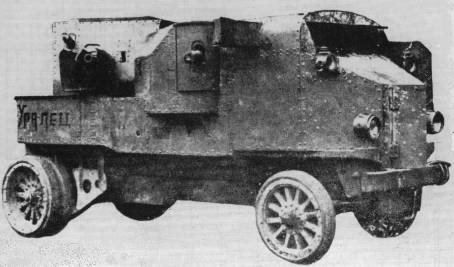
海軍型プチーロフ・ガーフォード装甲車の派生型「ウラレッツ（Uralets）」、1916年。

1915年9月に海軍省から発注された海軍型ガーフォードは、陸軍型ガーフォードとは多くの違いを持っていた。
多くの資料によると、海軍型ガーフォードは標準的なシャーシの代わりに、ガーフォード・モーター・トラック社の新しい5トン トラックの延長シャーシを使用しており、明らかにより強力な35馬力エンジンを持っていたという。これにより、車体の装甲は7-9 mmに、砲塔は8-13 mmに強化されたが、車体の構成は同じままであった。
これに加えて、76.2 mm砲の弾薬数は60発に増加し、機関銃は250発ベルト×36（計9,000発）によって供給された。これらの変更により、車両の質量は8.6トンから11トンに増加した。しかし、より強力なシャーシとより大きなエンジンを使用しているため、車体の質量が増加しても、車両の速度とハンドリングはほとんど変わなかった。全ての海軍型ガーフォードには、後部操縦席も装備されていた。

## 使用国
- ロシア帝国 — 1915年から1917年まで第一次世界大戦で使用
- ドイツ帝国 — ロシア軍から鹵獲した車両を使用
- ソビエト連邦 - 10月革命とロシア内戦でロシア軍から捕獲された。
- 白軍 — ロシア内戦中に赤軍から捕獲された。
- チェコスロバキア - ロシア内戦中に赤軍から捕獲された。
- ラトビア - ラトビア独立戦争中に赤軍に捕らえられたか、脱走した。
- ポーランド - ポーランド・ソビエト戦争中に赤軍から捕獲された。
- エストニア — 赤軍から鹵獲した車両1輌
- ルーマニア - ロシア帝国軍から継承された車両1輌

## 作戦と戦闘での使用

### 人事と組織構造

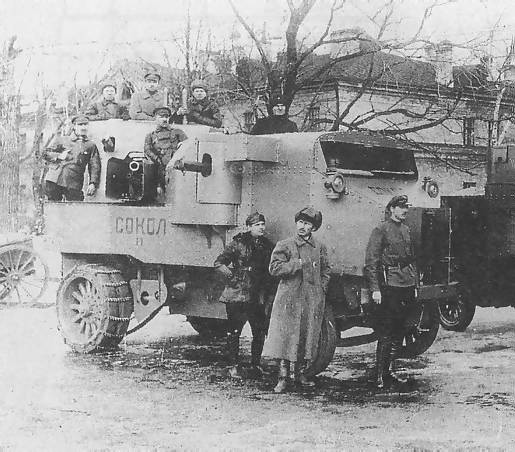
海軍のプチーロフ・ガーフォード装甲車の派生型「ソコル（Sokol）」（隼）、1917年春。

ガーフォードは、「Avtomobilnii Pulemotnii Vzvod - APV」（政府命令第20号に基づく「機関銃自動機動小隊」）と共に就役した。これらの各サブユニットは、2輌の機関銃武装オースチン装甲車と1輌の「ガーフォード」型機関銃装甲車（一部の小隊は3輌の機関銃装甲車を所有していた）、および補助技術トラック、軽自動車、タンクローリー、電動ワークショップ、オートバイで構成されていた。陸軍のガーフォードは合計で30の機関銃自動機動小隊で運用されていた。機関銃自動機動小隊の事実上すべての装甲車には名前が割り当てられていた。例としては、第24小隊の「ルミャンツェフ伯爵（Count Rumyantsev）」や「グロモボイ（Gromoboi）」（稲妻）などがある。海軍のガーフォードは、ピョートル大帝の海上要塞の陸上戦線の一部として、装甲砲兵師団に配属された。これらの多くには名前も付けられた。

### 第一次世界大戦
1915年以降、プチーロフ・ガーフォード装甲車は、第一次世界大戦中のロシア・ドイツ戦線のほぼすべての地域で、ロシア帝国軍の部隊によって使用された。特にオフロードや軟弱な地面では、速度と制御特性がやや弱かったにもかかわらず、主に強力な76.2 mm砲により、部隊の間で人気があった。以下の抜粋は、1915年に前線で戦った自動機動機関銃小隊の指揮官の報告からのものである。
「10月20日と21日の夜、私の指揮を任された小隊は、第408連隊による強力な偵察に参加した。連隊長の命令に従い、武装車両「グロズヌイ（Grozny）」と機関銃車両「アドスキイ（Adskii）」は、敵の防衛線に接近する連隊の攻撃を支援することになっていた。車両を前進させるようにという電話の命令を受けた私は、「グロズヌイ」の司令官であるテル・アカポフ少尉と「アドスキイ」のイサエフ少尉に作戦に関する指示を与えた。「グロズヌイ」と「アドスキイ」は同時に前進した。敵の塹壕「グロズヌイ」に近づいて発砲したが、自軍を攻撃する危険性があるため、すべての機関銃で発砲することは不可能だった。戦闘中、「グロズヌイ」と「アドスキイ」は敵の激しい砲撃と機関銃の射撃を受けていた。偵察が終わったとき、わが軍はプチロフカ川の後ろに撤退し始めたので、私は「グロズヌイ」に命じて、わが軍の撤退を大砲の射撃で覆い隠し、敵の反撃への移行に抵抗するように命じた。私は小隊の将校の行動が報われるに値すると考えている。」
— 親衛隊長プラトコフスキー、第15機関銃自動機動小隊の指揮官。
「「グロモボイ（Gromoboi）」は約70ベルスト（約74.7 km）を旅し、さらに彼はよく走り、例えばポドゴリツァの村の近くで急な上り坂を容易に登った。この斜面はプチロフスキーの2倍、急である。」
— クラスノポルスキー中尉、第20機関銃自動機動小隊の砲兵セクションの指揮官。
「テオフィポルキ村の占領に伴い、シュルツ参謀大尉とプレシュコヴァ中尉の指揮下にある装甲車「プシュカル（Pushkar）」が西郊外に到着した。「プシュカル」はヴィクトロフカ村近くの敵の砲兵観測地点を砲撃し、その後敵の砲撃は止んだ。騎兵隊と騎兵隊が南に向かって移動しているのに気づいた「プシュカル」は彼らに発砲し、その後、隊列は引き返して採石場に姿を消した。「プシュカル」からの次の砲撃は、ヴィクトロフカの北西の尾根に塹壕を掘っていた敵を分散させた。」
— シュルツ参謀大尉、第19機関銃自動機動小隊の指揮官。
「機甲部隊には大砲が不可欠である。既存の3インチ砲は、その弾道特性ゆえに欠かせない。ガーフォードは他の小隊に比べて出力が低く、速度が遅いため、大きな負担がかかっているにもかかわらず、後部操舵が装備されている限り、ガーフォード装甲車を引き続き発行する必要があるという結論に達することは避けられない。」
— スヴェツコフスキー大尉、第13機関銃自動機動小隊長
「海軍のガーフォードは、第一次世界大戦の最終段階でレヴァル（現在のタリン）での戦闘に積極的に参加した。例えば、第1シベリア狙撃兵団に「レヴェレッツ（Revelets）」と「ネポベディミー（Nepobedimii）」の名称で支給された海軍は、1917年末までオレイ、ロルブム、ボーレンベルク、ラーデンプライスの岬を守っていた第11および第77狙撃連隊を支援した。 その後、軍の崩壊と全面的な撤退により、両装甲車は放棄されたが、「ネポベディミー」はほぼ使用可能な状態でドイツの手に落ち、小規模な修理の後、再び運用された。1917年10月初旬、2輌の海軍型ガーフォードがムーンスンドの海戦に参加し、一等艦長P.シシコの、海軍の「死の大隊」（突撃大隊）を支援し、オリサールスキーダムを防衛した。撤退中、敵に捕獲されるのを防ぐために、両方の装甲車両が爆破された。」
興味深いことに、彼らは戦闘で積極的に使用されたが、ガーフォードは大きな損失を被らなかった。1916年8月、機関銃自動機動小隊の指揮官は次のように報告した。
"...戦闘に参加したガーフォードは全て損傷（弾丸、爆発性弾丸、破片に当たった）したが、穴は開いていなかった。戦闘ではガーフォードが200歩以下まで接近したケースがあった...」と述べている。
1917年の初めから、ガーフォードの回復不能な損失は、48輌中、7輌、つまり約15%に過ぎなかった。

### ロシア内戦

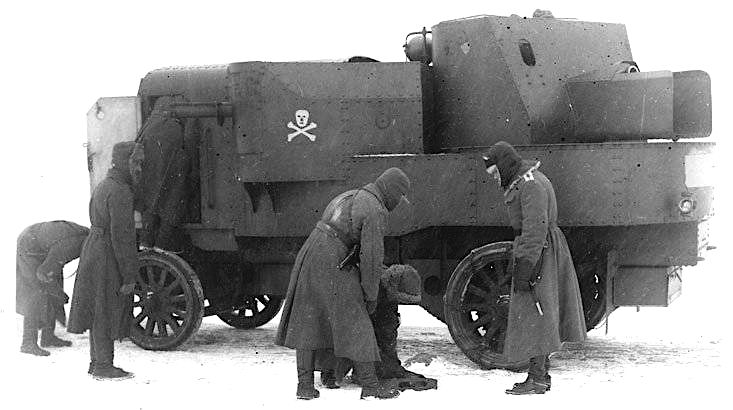
1917年に前線に飾られたプチーロフ・ガーフォード装甲車。側面のドクロとクロスボーンのモチーフは、ロシアの「死の大隊」（突撃大隊）のシンボルである。

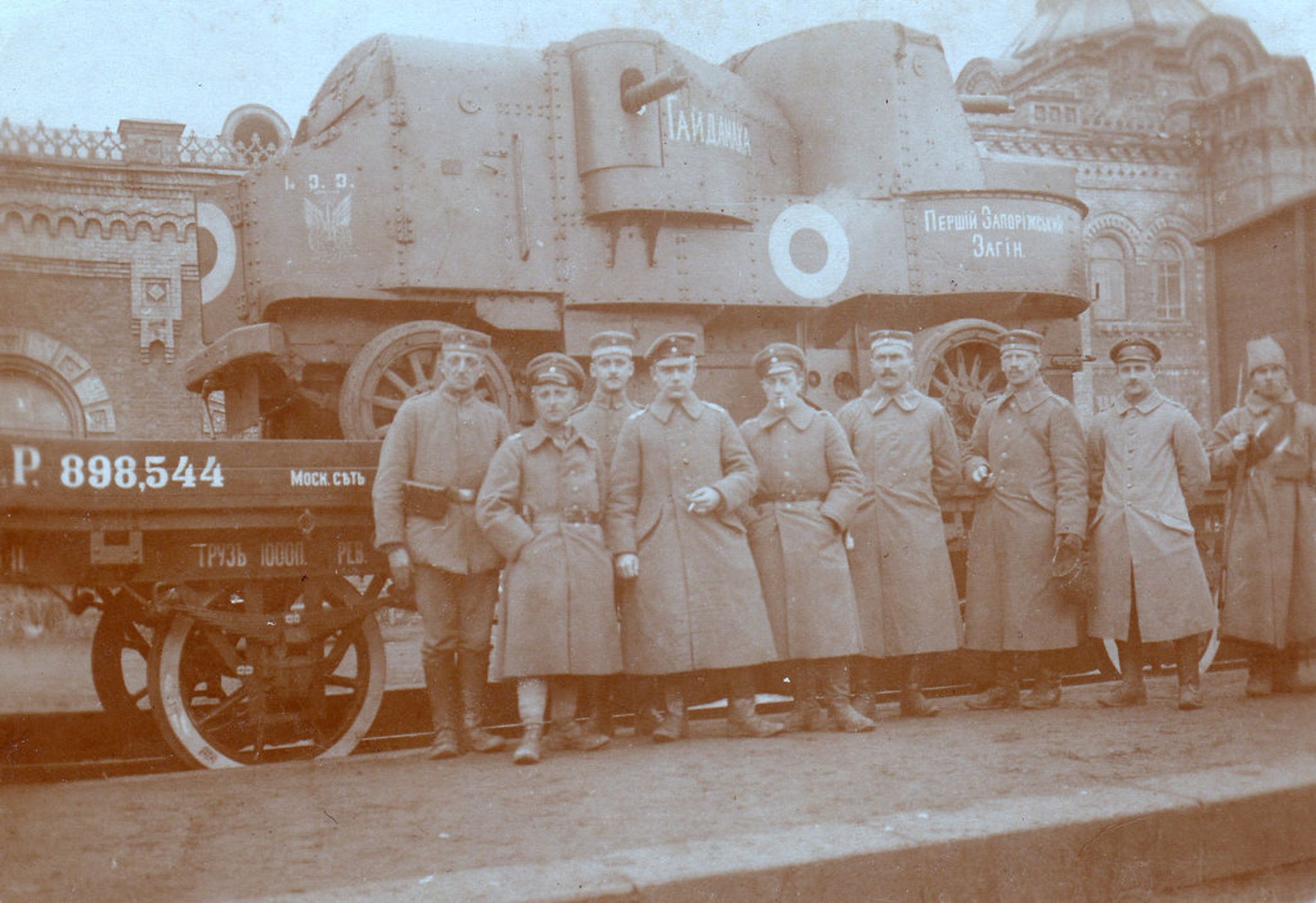
プチーロフ・ガーフォード装甲車「ゲイダマク（Gaydamak）」。

2月革命と軍内の内紛の始まりの後、ガーフォードは徐々に前線から撤退し始めた。後にボリシェヴィキが権力を握ると、プチーロフ・ガーフォード装甲車は、軍が所有していた他の装甲車と同様に、内戦で敵対する側によってすぐに押収されたが、最終的にはボリシェヴィキの手に渡った。1918年7月に始まったヤロスラヴリ蜂起は、内戦におけるガーフォードの最初の使用の1つと見なすことができる。小さな部隊しか持っていなかったにもかかわらず、志願兵や地元警察の分遣隊という形で反乱軍が数日間ヤロスラヴリの支配を確立し、ボリシェヴィキの町を完全に一掃した。7月6日には、25人の将校、数挺の機関銃、2輌のプチーロフ・ガーフォード装甲車を含むスッポニン中尉の機甲師団が加わった。彼らの最初の成功にもかかわらず、蜂起は当時中央ロシアで活動していた白軍から必要な支援を受けなかった。7月12日までに、赤軍は重砲、装甲列車、さらには一部の航空機を投入し、都市への組織的な包囲を開始した。市の防衛中、ガーフォードは機動部隊の拠点として使われたが、弾薬が不足していたため効果的に使うことはできなかった。ヤロスラブリは7月21日に陥落した。ガーフォードは赤軍の部隊に捕らえられた可能性が最も高い。
その後、ガーフォードは南北戦争中の両陣営との大規模な交戦のほぼ全てに参加した。多くの車両は、新しい所有者の好みに応じて名前が変更され、「カール・マルクス（Karl Marx）」や「トロツキー（Trotsky）」という名前の装甲車が「コルニロヴェッツ（Kornilovets）」や「ドロズドヴェッツ（Drozdovets）」と戦うことになった。
1920年、カホフカ橋頭堡で活動していた赤軍の第42統合重装甲「プラストゥン（Plastun）」分遣隊は、「アンチ・クリスト（Antikhrist）」（反キリスト）、「モシュニ（Moshni）」（強力）、「クラスニー・ボガティール（Krasnii Bogatyr）」（レッド・ボガティール）、「ピガチェフ（Pygachev）」（おそらくエメリヤン・プガチョフにちなんで名付けられた）の6輌のガーフォードと、名前不明の車両2輌を含んでいた。ロシア内戦の特徴ではない厳しい防御条件の中で、赤軍は第42機甲分遣隊のガーフォードを、当時白軍の一部であったイギリス製戦車に対する機動対戦車予備として使用した。赤軍の装甲車は非常に効果的に機能したが、第42機甲分遣隊の少なくとも1輌のガーフォードが破壊された。これとは別に、橋頭堡の防御部隊にもう1輌のガーフォードが含まれていたことが知られており、おそらくは大砲を装備した装甲車「ムグレブロフ・ホワイト（Mgrebrov-white）」も含まれていた。白軍の敗北により、さらに多くのガーフォードが赤軍の手に落ち、最終的に製造された48輌のガーフォードのうち、少なくとも30輌が赤軍のものとなった。

### ロシア内戦後
1921年12月までに、これら30輌のガーフォードのうち26輌のみが記録に残っており、そのうち15輌が稼働しており、11輌が修理中であった。事実上、全ての装甲車両、特にシャーシは摩耗していた。特に、海外でしか購入できないスペアパーツが全くないという影響を受けた。これを考慮して、1923年に車両のシャーシを線路での使用に適したものに完全に変更し、装甲鉄道車両に変えることが決定された。この任務はブリャンスク機械製造工場で行われ、21輌のガーフォードが派遣された（ただし、すべてが改修されたかどうかは不明である）。
1931年、装甲車両局の委員会は、ガーフォードを含むすべての旧式の装甲車両の廃止命令を出した。不思議なことに、この注文にはプチーロフ・ガーフォードタイプの装甲車27輌に関する情報が含まれているが、この数字は1921年または1923年のデータ（それぞれ26輌と21輌の車両が現存）と一致しない。
いずれにせよ、1930年代にはすべてのガーフォードが解体され、使用可能な装甲とシャーシは赤軍が使用するために譲渡され、不適切なものは軍事資金局に送られた。多くの出版物は、第二次世界大戦中に赤軍がプチーロフ・ガーフォード装甲車を使用したことを示唆しているが、これは、捕獲された「トロフィー」ガーフォードが使用可能で損傷していることを示すいくつかのドイツの写真によって間接的に示されているに過ぎない。写真が撮影された日時と場所を特定することは不可能であるが、写真が第一次世界大戦中にドイツ軍によって捕獲されたガーフォードを写していると考えるのは妥当である。

## 鹵獲車両
第一次世界大戦とロシア内戦の間、いくつかのガーフォードはロシアの敵となり、ロシア帝国の崩壊後に形成された国々の物にもなった。

### ドイツ

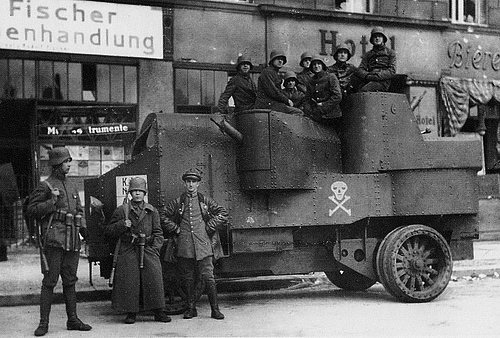
ドイツ義勇軍（フライコーア）のプチーロフ・ガーフォード装甲車、1919年。

1916年から1918年にかけて、ドイツ軍は少なくとも5輌のガーフォードを捕獲した。捕獲された車両は修理のために後部に運ばれた。少なくとも3輌のガーフォードがドイツ軍の機関銃（おそらくMG08）で再武装され、師団「コカンプ（Kokampf）」に所属していた。
1918年から1921年にかけてのドイツ革命とその周辺の騒乱の間、これらのガーフォードはドイツの大都市での共産主義者の暴動を鎮圧するために使用された。特に、1919年の初めに、ガーフォードはベルリンでの軍事行動に参加した。国産の装甲車を実用化した後、ガーフォードは保管され、しばらくして処分された。
捕獲されたガーフォードは、一連のドイツの写真に描かれている。ほとんどの場合、これらの写真は、ロシア軍によって放棄された「ネポベディミー」（「無敵」）という名前の海軍型ガーフォードを示している。

### チェコスロバキア
チェコスロバキア軍団の兵士は、1918年5月28日にペンザで、「グロズヌイ」と名付けられたガーフォードを含む3輌のボリシェビキ装甲車を捕獲した。「グロズヌイ」は駅で無蓋貨車に乗せられ、その後、その名を冠した即席装甲列車の砲車として活躍した。1918年10月2日、シズラン近郊のヴォルガ川に架かるアレクサンドロフスキー橋の戦いで失われた。

### ポーランド

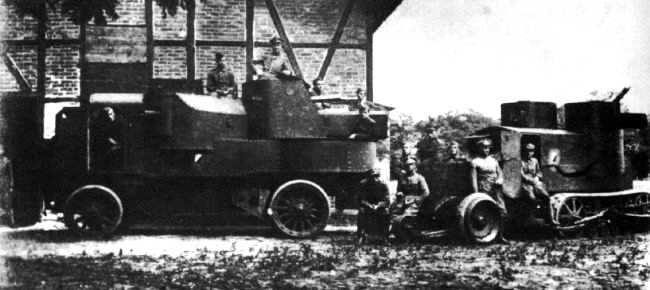
鹵獲されたプチーロフ・ガーフォード装甲車（おそらく「ジャデク（Dziadek）」）とポーランド軍のオースティン・ケグレス、1921年春。

ロシア帝国の崩壊とそれに続くソビエト・ポーランド戦争の間、ポーランド人は旧ロシア帝国軍からかなりの量の軍事装備を受け取り、その中には3輌のプチーロフ・ガーフォード装甲車が含まれていた。最初のガーフォード（バヤン、陸軍型）は、1919年2月にポーランド軍によってヴォロディミル・ヴォルィンスキー/コヴェルの地域で捕獲された。ポーランド軍では、このマシンは「ジャデク（Dziadek）」（ポーランド語で、「グランドファーザー」の意）という皮肉な名前を受けた。この車両「ジャデク」を中心に、「装甲小隊」（プルトン・パンサーニー）がすぐに結成された。
1920年3月21日、ジトミール近郊で第58狙撃師団の攻撃を撃退した「ジャデク」の乗組員は、赤軍のオースティン装甲車、ハーフトラック装甲車を撃破することに成功し、これもポーランドのトロフィーとなった。3月26日、コロスティシェフ近郊で「ジャデク」は砲撃を受け、短期間行動不能となった。おそらく、このガーフォードがオースティン赤軍の狩猟に参加したのであり、オースティン赤軍はジトミール地域に侵入し、単独で優れたポーランド軍と戦ったのであろう。この頃、2輌目の装甲車が押収され、機甲小隊と共に運用され、「サグウォバ（Zagłoba）」と名付けられた（G・シェヌキェヴィツ（G. Sienkiewicz）の小説「炎と剣」の登場人物にちなんで付けられた）。3輌目のガーフォード（海軍の派生型は「ウラレッツ（Uralets）」と呼ばれた）は、ストロピッシュ村近くのボブルイスク-モギリョフ高速道路での戦闘でポーランド軍に奪われた。さらに、ポーランドの記録によると、歩兵の攻撃中に、彼らは赤軍のフィアットとランチェスターの装甲車を破壊することに成功し、また、別の1輌の未知のタイプの損傷も与えた。ガーフォードは、乗組員が自力で取り出すことができなかった峡谷に落ちた後に捕獲された。ポーランド人はそれを回収し、ボブルイスクに牽引して修理した。後に「ジェネラル・シェプティツキ（General Szeptycki）」と名付けられた装甲車は、「ヴィルコポルスキー装甲車両小隊」（Wielkopolski pluton samochodów pancernych、ヴィルコポルスキー・プルトン・サモホドフ・パンチェルニヒ）に含まれた。しばらくして「ジェネラル・シェプティツキ」はワルシャワに送られ、そこで第3機甲師団の処分となり、1921年にグロドノにたどり着いた。1925年の物資在庫によると、3輌全てがクラクフに移され、そこで第5機甲師団に配属された。しかし、この頃には装甲車はすっかり消耗し、1927年にはポーランド軍によってガーフォードは退役させられ、1930年代初頭には徐々に解体されていった。

### ラトビア

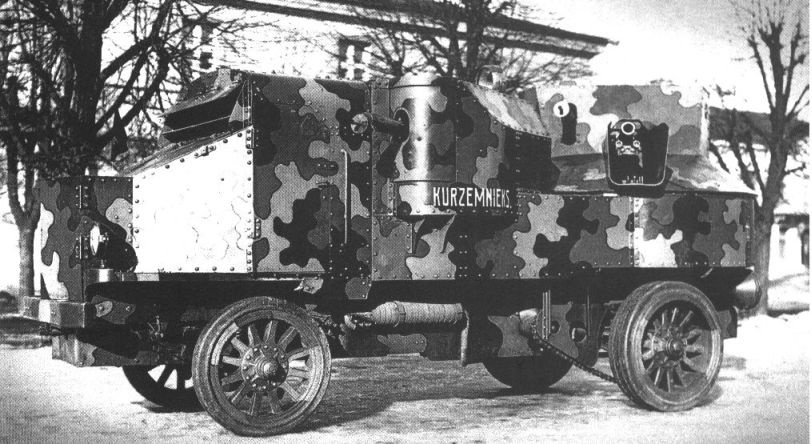
1920年にラトビア軍に鹵獲されたプチーロフ・ガーフォード装甲車「クルゼムニクス（Kurzemnieks）」。車輌は迷彩色に新たに塗装されている。

ガーフォードがどのようにしてラトビア人の手に落ちたのかは明らかではない。最も信頼できる情報によると、このタイプの装甲車は、ロシアのボリシェヴィキがラトビアでソビエト権力を確立しようとしていた1918年11月から12月にかけての戦闘の過程で、このタイプの装甲車が少なくとも1輌、赤軍によって鹵獲された。初期の段階では、ラトビア人はドイツ軍の支援を受け、1919年6月までに、ラントヴェーアと志願兵部隊はラトビアから赤軍を一掃し、エストニアの領土に侵入することに成功した。しかし、ラトビアでは、かつての同盟国の間で新たな紛争がすぐに発生した。間もなく、チェシス市の地域では、ラトビアとエストニアの統一軍がフレッチャー少佐の指揮下で州軍の一部を破壊することに成功した。しかし、3か月後、ドイツ軍は再びラトビア領土に侵攻した。今回は、ドイツ人志願兵と捕虜となったロシア人将校からドイツで結成されたベルモント・アヴァロフ将軍の西ロシア義勇軍と一緒であった。
1919年10月9日までに、ドイツの「鉄師団」はミタヴァ-リガ高速道路に到達し、国の奥深くへの攻勢が成功した。ここでドイツ軍は、ラトビア軍の撤退を援護していた「ラーチプレイシス（Lacplesis）」という名のラトビアのガーフォードから砲撃を受けた。機械の低速を利用して、バイエルン系ドイツ人の将校の一人が飛び乗り、ピストルが視界に入るまで数発撃たれて、運転手と車長を殺害した。制御不能になったガーフォードは溝にぶつかり、残りの乗組員は降伏した。鹵獲されたガーフォードはすぐにドイツ自由軍団に編入され、リガへの接近で以前の所有者との戦闘で使用された。ガーフォードに関するさらなる情報は、いくつかの報告によると、装甲車はドイツに送られ、反乱を起こしたスパルタクス同盟に対して使用され、最終的にスクラップとして解体された。他のデータ（写真で裏付けられている）によると、1919年11月に西部義勇軍が敗北した後、旧「ラーチプレイシス」を含むすべての自由軍の装甲車両がラトビアに渡った。ガーフォードはしばらくの間ドイツのマーキングが施され続け、その後「クルゼムニクス（Kurzemnieks）」に改名された。そのため、この間、ラトビア人はガーフォードを1輌しか所有していなかったが、1919年に2回名前が変更された。その後、この装甲車はラトビア軍によって使用され、1930年代初頭には激しい摩耗のために一時的な保管庫に置かれた。1940年、ラトビアがソビエト連邦に加盟した後、ガーフォードは、原則としてまだ使用可能であったが、ソビエト軍事委員会によって発見された。しかし、おそらく、この重度に摩耗した車両はスクラップにされ、その結果、1941年の戦闘で使用することができなかったのであろう。

### その他の国
1920年代には、エストニアとルーマニアがそれぞれ1輌ずつガーフォードを保有していた。エストニアのガーフォードは当初、赤軍によって使用され、ペトログラード攻撃中にユーデニチ将軍の軍隊によって捕獲された。その結果、ユーデニッチ軍の撤退と撤退の間に、この車両はエストニア軍の手に落ちた。ルーマニアは、ルーマニア戦線で戦ったロシア軍の第4機甲師団からガーフォードを1輌受け継いだ。

## 評価
全体として、プチーロフ・ガーフォード装甲車は、第一次世界大戦の他の装甲車と比べても非常に優れている。この時期の大砲武装装甲車の特徴は、クロスカントリー能力の低さと低速であった。重装甲車や武装トラックはほぼ常に過負荷で、1つの駆動車軸と細い車輪のシンプルな鋳造タイヤが存在するだけで、状況を悪化させるだけであった。当時としてはかなり適切な装甲と強力な76.2 mm砲は十分に優れていたため、軍はガーフォードの貧弱な操作性と速度を許容した。特に、1916年のAPVの司令官による報告の大部分は、次の点に要約できる。
1. 優れた 3インチ（76.2 mm）砲
2. 優れた発射体と榴散弾
3. システムを軽くする必要がある（わずか400プード（6.5トン））。
4. 強力なエンジン（40馬力以上）が必要である。
5. 40 versts（約42 km/h）の速度を達成できる必要がある。
6. 点検や修理のためにエンジンに簡単にアクセスできる必要がある。

装甲と武装の面では、軍隊は完全に満足していたが、ガーフォードの機動性と速度の問題は、彼らの全耐用年数にわたって彼らに影響を与え続け、ガーフォードが騎兵の護衛や戦術的な機動に適していないことを意味し、その結果、ガーフォードは主に静的な射撃ポイントとして使用された。または、敵の前線に向かって運転し、発砲してから再び後退するという単純な戦術を使用した。稀なケースでは、ガーフォードが前進する歩兵に同行することがあったが、ガーフォードが敵の要塞を突破できるかどうかは、「できないということに」、疑問の余地は無かった（おそらく有刺鉄線を除く）。ガーフォードは小さな塹壕にはまり込み、急な斜面を登ることができないことがよくあった。これらの問題は、注意と裁量を示すことができる有能なドライバーと指揮官の必要性を決定した。一方、ガーフォードは信頼性が高く、しっかりとした造りであった。これは、外国のスペアパーツや訓練された機械工が事実上入手できなかった戦争と革命の状況下でさえ、ガーフォードは積極的に使用され続け、技術的な欠陥による損失をほとんど受けなかったという事実によって証明されている。

## 現存車両
プチーロフ・ガーフォード装甲車の現存車両は無い。サンクトペテルブルクの「ロシャディナヤ シラ」（Loshadinaya Sila）博物館には、ガーフォードの縮尺模型がある。これとは別に、サンクトペテルブルクの砲兵・工兵・通信部隊軍事史博物館のガーフォードで使用されたものと同じタイプの砲架に1910年型の76.2 mm砲がある。